# .pa
.pa je vrhovna internetska domena (country code top-level domain - ccTLD) za Panamu. Domenom upravlja Nic Panama.

## Vanjske poveznice
- IANA .pa whois informacija  Arhivirana inačica izvorne stranice od 24. travnja 2006. (Wayback Machine)